# Amber Anderson
Amber Felicity Rose Anderson (Shepton Mallet, 5 marzo 1992) è un'attrice e modella britannica.

## Biografia
Amber Anderson si è formata come pianista all'Aberdeen City Music School, prima di continuare con gli studi di musica e recitazione alla Gordonstoun School, in Scozia. Ha fatto il suo debutto cinematografico nel 2011 con il film Sua maestà, in cui recitava accanto a Natalie Portman, per poi apparire anche nei film Posh e In Darkness. Nel 2020 ha interpretato Jane Fairfax nel film Emma. 
Alla carriera cinematografica ha affiancato anche quella televisiva, avendo recitato in serie come Black Mirror e Strike, oltre a lavorare come modella. Ha posato infatti in pubblicità di Burberry, Chanel, Kenzo e Atelier VM, oltre a sfilare in sfilate di moda di Dior, Jean Paul Gaultier, Burberry, Hérmes e Chanel. Come modella ha inoltre posato per noti fotografi, tra cui Albert Watson, Mario Testino, Patrick Demarchelier e Nick Knight.

### Vita privata
Nel 2017 ha affermato di essere stata importunata e molestata sessualmente dal produttore Harvey Weinstein, che le avrebbe promesso un avanzamento di carriera in cambio di favori sessuali. Dal 2024 è sposata con Connor Swindells, conosciuto sul set di Emma.

## Filmografia parziale

### Cinema
- Sua Maestà (Your Highness), regia di David Gordon Green (2011)
- Posh (The Riot Club), regia di Lone Scherfig (2014)
- In Darkness - Nell'oscurità (In Darkness), regia di Anthony Byrne (2018)
- Emma., regia di Autumn de Wilde (2020)

### Televisione
- Black Mirror - serie TV, 1 episodio (2013)
- Strike - serie TV, 1 episodio (2017)
- Peaky Blinders - serie TV, 6 episodi (2022)

## Doppiatrici italiane
- Gemma Donati in Strike
- Eva Padoan in Emma.